# Urbaniaki
Urbaniaki – osiedle w potoku Gorcowe we  wsi Ochotnica Dolna w Polsce położony w województwie małopolskim, w powiecie nowotarskim, w gminie Ochotnica Dolna.
W latach 1975–1998 miejscowość administracyjnie należała do województwa nowosądeckiego.

## Historia
Zgodnie z dawnymi przekazami (nie jest to informacja historycznie potwierdzona), osiedle w potoku Gorcowe (w Ochotnicy nie ma przysiółków, są potoki) powstało, kiedy przemierzający te strony węgierscy kupcy zostali napadnięci i ograbieni przez lokalnych złodziei. Ponieważ zbliżała się zima, a ich zasoby stały się niewielkie, postanowili nie wędrować dalej tylko tu przezimować. I tak stali się zalążkiem nowej osady, która swoją współczesną nazwę wywodzi od nazwiska przywódcy ograbionych kupców, niejakiego "Orbana". Kiedyś zamieszkująca osiedle ludność była zwana "Orbanacy" lub "Orbaniacy". Z czasem nazwa ta uległa spolszczeniu do dzisiejszej formy "Urbaniaki".
Osiedle "Urbaniaki" jest przypuszczalnie jednym z młodszych osiedli w potoku Gorcowe.

## Ludność
Aktualnie najstarsze dane, jakie można uzyskać na temat ludności zamieszkującej osiedle "Urbaniaki" datuje się na drugą połowę XVII w. Powodem jest pożar kościoła w Tylmanowej (29 kwietnia 1756), w którym spłonęły księgi parafialne zawierające dane Ochotnicy, jako że w Ochotnicy nie istniała jeszcze oddzielna Parafia. Najstarsza znana mieszkanka osiedla to Katarzyna Urbaniak (ur. 1673 r., zm. 22.02.1768). Badania na temat historii osadnictwa na tym terenie przeprowadził ks. dz. Józef Urbaniak i zawarł w "Kronice Gorcowego". Korzystając z ksiąg metrykalnych parafii w Tylmanowej i Ochotnicy, "dokumentu" z 1778 r. o numeracji zagród, spisu ludności parafii Ochotnica z 1894 r. i kroniki parafii Tylmanowa z 1788 r., prześledził losy rodziny Urbaniaków i związanych z nimi rodzin na tym terenie. Można z tej publikacji uzyskać obraz struktury osadnictwa i zamożności mieszkańców.